# Marco Orazio Pulvillo
Marco Orazio Pulvillo (in latino Marcus Horatius Pulvillus; fl. VI secolo a.C.) è stato un politico e militare romano del VI secolo a.C. Due volte console, era un discendente di Publio Orazio, quello dei tre fratelli Orazi che era sopravvissuto allo scontro con i Curiazi, e zio di Orazio Coclite.

## Biografia
Pulvillo, secondo Dionigi di Alicarnasso, ebbe un ruolo importante nella cacciata dei Tarquini e, secondo tutte le fonti, fu uno dei consoli eletti nel primo anno della repubblica (509 a.C.).
La maggior parte degli autori antichi affermano che Orazio Pulvillo fu eletto per sostituire Spurio Lucrezio Tricipitino che aveva sostituito Bruto ma che era morto, a causa dell'età, pochi giorni dopo la nomina. 

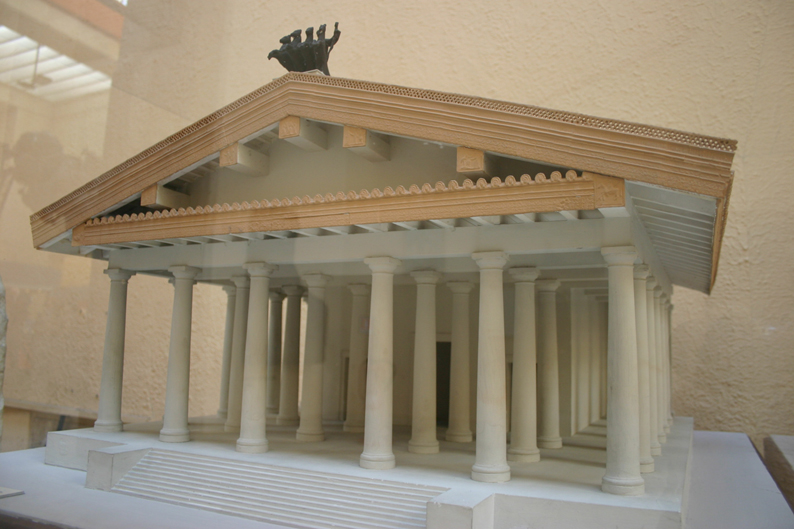
Ricostruzione del tempio di Giove Ottimo Massimo

Alcuni degli annalisti tuttavia affermano che Orazio fu il successore immediato di Bruto (Livio, II 8), mentre Polibio (III, 22) indica Bruto ed Orazio come primi consoli assieme. Un'altra differenza tra Dionigi e Livio si ritrova su un altro punto. Secondo Dionigi (V, 21) Orazio fu console una seconda volta assieme a Publio Valerio Publicola, nel terzo anno della Repubblica, (507 a.C.), mentre secondo Livio (II, 15), il collega di Publicola quell'anno fu Publio Lucrezio e non cita un secondo consolato di Orazio Pulvillo. La versione di Dionigi è suffragata da Tacito (Historiae, III, 72), che cita un secondo consolato di Orazio.
Il nome di Orazio Pulvillo è legato alla dedica del Tempio di Giove Ottimo Massimo sul Campidoglio che, secondo Dionigi e Tacito, fu consacrato da Orazio nel suo secondo consolato.
La tradizione dice che era stato deciso a sorte che Orazio dovesse avere questo onore: mentre era sul punto di pronunciare le solenni parole di dedica, Marco Valerio Voluso Massimo, fratello dell'altro console Valerio Publicola, gli si avvicinò portandogli la falsa notizia che suo figlio era morto, sperando che Orazio esprimesse qualche tipo di lamento, che avrebbe interrotto la cerimonia e lasciato l'onore della consacrazione a Publicola. Ma Orazio non si fece disturbare da notizie funeste e si limitò ad ordinare di portare fuori il cadavere e proseguì nella consacrazione.
(Tito Livio, Ab Urbe condita libri, Libro II, VIII, 7-8)